# لويس دانيال أرويو
لويس دانيال أرويو (بالإسبانية: Luis Daniel Arroyo) (17 يوليو 1991 ببوليفيا - ) هو مدرب كرة قدم ولاعب كرة قدم بوليفي في مركز الوسط. لعب مع Universitario de Sucre ‏ ونادي بلومينغ.

## وصلات خارجية
- لويس دانيال أرويو على موقع إي إس بي إن إف سي (الإنجليزية)
- لويس دانيال أرويو على موقع قاعدة بيانات كرة القدم.إي يو (الإنجليزية)
- لويس دانيال أرويو على موقع Soccerway.com (الإنجليزية)